# Psychologie scolaire (Québec)
 (janvier 2013).
Si vous disposez d'ouvrages ou d'articles de référence ou si vous connaissez des sites web de qualité traitant du thème abordé ici, merci de compléter l'article en donnant les références utiles à sa vérifiabilité et en les liant à la section « Notes et références ».
La psychologie scolaire est la psychologie de l’éducation en action au sein d’un processus éducatif donné, tel que la classe ou l’établissement scolaire (Mialaret, 2003). Cet article concerne principalement la psychologie scolaire dans le contexte québécois.

## Histoire
Lightner Witmer est crédité dans la fondation de la psychologie clinique. En effet, il a ouvert la première clinique de psychologie en 1896, aux États-Unis. Il a aussi été l’un des pionniers en psychologie scolaire. Au début du siècle, il accueillait des enfants du milieu scolaire de Philadelphie et des environs. Ces derniers y étaient amenés par leurs parents ou leur enseignant parce qu’ils présentaient des difficultés en classe, c’est-à-dire qu’ils ne progressaient pas aussi vite que les autres enfants ou parce qu’ils avaient des difficultés comportementales. À cette clinique psychologique, les enfants étaient évalués physiquement et mentalement puis on leur recommandait des traitements médicaux et pédagogiques appropriés. Witmer a été le premier à déclarer que des psychologues devraient être entraînés à répondre à des problèmes d’ordre éducationnel (Fagan, 1990).
À la même époque, alors qu'il s’attardait aux enfants de façon individuelle, Stanley Hall tentait de comprendre les problèmes généraux des enfants et de l’enseignement, tels que l’influence des gènes, de l’environnement, des enseignants et de l’école. Cependant, le premier titre de psychologue scolaire a été attribué en 1915 à Arnold Gesell, un étudiant de Hall. Le rôle de Gesell comprenait alors la recherche, la consultation, l’étude de cas ainsi que l’apport de services en éducation. Sa contribution a été significative pour la psychologie scolaire pour trois raisons. En effet, il a associé le titre de psychologue scolaire au système scolaire public, il a identifié le psychologue scolaire comme étant une personne offrant des services aux enfants, spécialement à ceux en difficulté, et comme ayant un rôle central pour le placement des enfants en éducation spécialisée.

## Politique d'adaptation scolaire
Une réforme importante a été mise en vigueur en 2001 au Québec. La visée de cette réforme est de passer de l'accès au succès du plus grand nombre d'élèves. Cette réorganisation du monde de l’éducation a eu des répercussions sur les professions affiliées, entre autres, sur le rôle du psychologue scolaire. La nouvelle politique de l’adaptation scolaire est devenue le point de repère de toutes les interventions faites auprès des élèves handicapés, en difficultés d’adaptation ou d’apprentissage. Certains progrès étaient déjà observables avant l’instauration de la réforme scolaire, notamment, un plus grand nombre d’élèves handicapés ou en difficulté bénéficiant de scolarisation. L’importance de l’intégration scolaire s'est imposée de plus en plus, de nouvelles méthodes d’intervention ont émergé et un lien entre l’école et la communauté s'est créé. Pourtant, le faible soutien aux enseignants, les modes de financement non uniformisés, la difficulté à trouver une classification juste pour identifier les élèves en difficulté, le dépistage tardif de ces difficultés et leur diagnostic pas toujours juste demeurent des points à améliorer.
Aussi, dans ce contexte, le Conseil supérieur de l’éducation a soulevé l’ambivalence des intervenants face aux bienfaits de la reprise d’une année scolaire chez les enfants en difficulté d’apprentissage. Il a également ciblé l’écart entre les besoins individuels des élèves et les ressources disponibles pour répondre à leurs besoins, ainsi que les méthodes aléatoires d’intégration des élèves en difficulté d’adaptation scolaire. Il semble donc que le faible taux d’intégration des élèves handicapés ou en difficulté et le fort taux de décrochage scolaire et de difficultés d’intégration professionnelle soient au centre des préoccupations du Ministère de l'Éducation du Québec. La nouvelle politique de l’adaptation s’inscrit dans une période de restriction budgétaire. Tout en empêchant le dédoublement des services, une meilleure utilisation des ressources disponibles est donc souhaitée.

### Prémisse de base
L’orientation générale de la politique de l’adaptation scolaire prend la forme suivante : « Aider l’élève handicapé ou en difficulté d’adaptation ou d’apprentissage à réussir sur les plans de l’instruction, de la socialisation et de la qualification. À cette fin, accepter que cette réussite éducative puisse se traduire différemment selon les capacités et les besoins des élèves, se donner les moyens qui favorisent cette réussite et en assurer la reconnaissance ». Il est estimé qu’environ 12 % des élèves sont en difficulté d’adaptation scolaire de toutes sortes. Pour ces jeunes, « le respect du principe de l’égalité des chances » quant à la possibilité de recevoir une éducation dans le système scolaire est mise de l’avant par le Ministère de l’éducation.

### Nouvelle catégorisation
Les allocations pour les élèves handicapés, en difficulté d’apprentissage ou de comportement, sont réparties selon des paramètres précis qui définissent les différentes problématiques d’adaptation rencontrées dans le milieu scolaire. Ces catégories instaurées par le Ministère de l’éducation servent de base à la répartition du budget mais aussi, elles permettent la compilation de statistiques et l’établissement d’un suivi du cheminement scolaire des élèves. Les définitions en vigueur par le passé comprenaient 31 catégories et sous-catégories distinctes. Toutefois, la complexité du dossier de chaque élève, les exigences grandissantes des déclarations d’enfants en difficulté dans le milieu scolaire, la disparité de la formation du personnel spécialisé et les divergences d’interprétation de ce qui définit les problèmes d’adaptation scolaire semblent avoir préoccupé le Ministère de l’éducation.
Pour pallier ces lacunes, celui-ci a convenu de réduire le nombre de définitions d’élèves en difficulté d’adaptation scolaire et, de ce fait, le nombre de catégories de financement. En allégeant les exigences administratives par la réorganisation des déclarations, le Ministère de l’éducation prévoit ainsi une plus grande équité dans la distribution des ressources.

#### Difficulté d’adaptation ou d’apprentissage
Les élèves en difficulté d'adaptation ou d'apprentissage présentent fréquemment des comportements agressifs ou destructeurs envers les autres. Vu la nature des difficultés et des services nécessaires que requièrent ces élèves, le Ministère de l’éducation souligne la nécessité d'un diagnostic émis par une personne qualifiée (un professionnel de la consultation comme un travailleur social, un psychologue ou un psychoéducateur). Il précise l’importance d'identifier la cause de ce trouble afin de guider les interventions des professionnels. L’identification des élèves figurant dans cette catégorie est donc maintenue. Cette catégorie englobe environ 3 % des élèves en adaptation scolaire. La prévalence des troubles de conduite ne fait pas toujours consensus, les différents instruments diagnostics utilisés et les critères retenus par chacun d'eux apportant certaines nuances.
Les élèves à risque peuvent éprouver des difficultés d’apprentissage dans le milieu scolaire. Puisque les catégories antérieures manquaient de fiabilité et d’unité dans leur application, l’identification nominale n’est plus nécessaire (soit la distinction entre les difficultés d’apprentissage légères ou graves, les troubles du comportement, la déficience légère avec ou sans trouble du comportement). Le Ministère de l’éducation préfère que les ressources soient investies dans la recherche de meilleures méthodes d’interventions pour ces élèves, plutôt que dans l’identification précise de la nature de leur problème. Cette catégorie englobe environ 87 % des élèves en adaptation scolaire. Les élèves inclus dans la catégorie d'élève à risque ne reçoivent plus de code du Ministère de l'Éducation, ce qui signifie qu'ils n'ont plus accès à des ressources ou des services spéciaux. Ils reçoivent un support équivalent à celui fourni aux élèves dits normaux.

#### Handicaps
Environ 12 % des élèves en difficulté d’adaptation scolaire se retrouvent dans l’une ou l’autre des catégories suivantes.
- Les élèves handicapés par une déficience motrice légère ou organique ou par une déficience langagière :

Les limites qu’éprouvent ces élèves nécessitent des soins particuliers ou un soutien occasionnel. Un médecin généraliste ou spécialiste ou un spécialiste du domaine de référence doit se prononcer sur cette déficience pour que l’élève ait droit à des services.
- Les élèves handicapés par une déficience intellectuelle moyenne à sévère, une déficience profonde ou par des troubles sévères du développement. Autres que la déficience intellectuelle, on retrouve dans cette catégorie le trouble envahissant du développement, le trouble relevant de la psychopathologie et la déficience atypique (condition rarissime). Dans la plupart de ces troubles, seul un psychiatre ou un pédopsychiatre, entouré d’une équipe multidisciplinaire, peut émettre un diagnostic. En ce qui concerne la déficience intellectuelle, les psychologues et les conseillers d’orientation sont aussi en mesure de diagnostiquer ce déficit.
- Les élèves handicapés par une déficience physique grave :

c’est-à-dire toutes les déficiences motrices graves, les déficiences visuelles ou auditives. Un médecin généraliste ou spécialiste ou un spécialiste du domaine de référence peut émettre un diagnostic.

#### Voie d'action
En souhaitant mettre sur pied sa nouvelle politique d’adaptation scolaire et afin de recueillir des résultats observables de l’évolution des élèves handicapés ou en difficulté d’apprentissage, le Ministère de l’éducation propose diverses pistes d'actions :
1. Malgré le contexte de restrictions budgétaires, le désir de répondre aux besoins les plus pressants ne semble pas être la priorité. Selon le Ministère de l’éducation, le déploiement des ressources pour des fins de prévention tel l’instauration d’un environnement favorable en tenant compte de la diversité des besoins et des objectifs de la clientèle, ou même, une intervention rapide dès les premières années du primaire, devraient être en mesure de diminuer les manifestations de certains problèmes d’adaptation scolaire.
2. Le Ministère de l’éducation préconise également l’adaptation des services éducatifs actuels en ajustant ou en modifiant les services offerts à tous les élèves pour leurs besoins spécifiques. Concrètement, cela demande l’adaptation de l’enseignement et du matériel didactique afin de respecter le rythme de chacun (un aménagement des programmes par cycle de deux ans au primaire propose une marge de manœuvre aux élèves pour acquérir les savoirs nécessaires) et un plus grand soutien aux enseignants. Aussi, une plus grande variété de cheminements scolaires devrait être offerte aux élèves (exemple, un lien entre l’école et le milieu du travail).
3. L’accent doit être mis sur l’évaluation des besoins et des capacités individuelles (évaluation des compétences transversales) et ce à l'aide de la connaissance de la situation des élèves. La socialisation des élèves devient donc une préoccupation centrale de la nouvelle politique d’adaptation scolaire. Dans cette optique, l’intégration des élèves handicapés ou en difficulté dans les classes régulières est privilégiée. Cette pratique veut promouvoir l’égalité des chances face à l’éducation, en évitant la discrimination.
4. Un partenariat et une bonne communication entre les services sociaux, le réseau de la santé ainsi qu’avec les services de la petite enfance doivent être davantage valorisés. Selon le Ministère de l’éducation, une communauté éducative doit être créée autour de l’enfant, en impliquant plus directement les parents dans son cheminement scolaire.
5. Une attention particulière doit être portée aux élèves à risque et aux élèves ayant des troubles de comportement. Ainsi, le Ministère de l’éducation souhaite une amélioration de la connaissance de cette clientèle et des méthodes d’intervention qui favorisent le succès de ces élèves.
6. L’évaluation de la progression des élèves et de la qualité des services doivent être instaurées. Les résultats de ces évaluations pourront ainsi servir à ajuster les interventions et la qualité de l’enseignement en fonction des ressources disponibles.

Bien que l’élève soit considéré comme l’acteur principal de sa réussite, il est postulé que l’organisation scolaire et les services offerts ont aussi des répercussions sur la scolarisation des enfants

## Enseignement
Le premier programme de formation en psychologie scolaire a été mis sur pied à l'université de New York. Le nombre de psychologues scolaires est alors passé de 0 en 1890 à 200 en 1920. Le premier programme doctoral a été instauré à l'université de Pennsylvanie en 1930. Depuis, plusieurs universités ont mis sur pied des programmes de formation en psychologie scolaire.

### Québec
Des psychologues scolaires sont présents dans chaque commission scolaire du Québec. Quoique la demande dans cette spécialisation demeure forte, une seule université au Québec offre un programme spécifiquement destiné à la formation de ces professionnels du milieu scolaire. Il s'agit de l'Université du Québec à Montréal (UQAM). Étant donné la rareté des diplômés de cette discipline par rapport aux postes à combler, plusieurs des psychologues travaillant dans le milieu scolaire ont une formation en psychologie clinique.

## Clientèle rencontrée
La clientèle du psychologue scolaire est multiple : ses services profitent à la fois aux élèves, à leurs parents, ainsi qu'aux autres professionnels de l'éducation. Les problématiques les plus souvent rencontrées en milieu scolaire touchent :
- les difficultés d'apprentissage,
- le trouble déficitaire de l'attention avec ou sans hyperactivité,
- les troubles de la conduite,
- les retards mentaux,
- les troubles du développement,
- les déficiences physiques,
- le décrochage scolaire,
- la dépression.

Cependant, d'autres troubles s'ajoutent à cette liste :
- les troubles de la communication et du langage comme la dysphasie et la dyslexie,
- les troubles de l'alimentation,
- les tics,
- les troubles du contrôle sphinctérien,
- l'anxiété de séparation,
- le mutisme sélectif,
- le trouble réactionnel de l'attachement,
- le trouble des mouvements stéréotypés,
- les troubles de l'attention,
- le trouble oppositionnel avec provocation,
- les troubles non spécifiés.

### Jeunes en surpoids
L’insatisfaction quant à son propre corps est une constante chez les jeunes. À ce propos, l'apparence physique est l'aspect du concept de soi qui prédit le mieux l'estime de soi, au niveau global, des enfants du primaire et du secondaire (Klomsten, Skaalvik, Espnes, 2004). Selon Santé Canada (1993), «  une étude démontre que dès l’âge de 11 ans, 37 % des élèves canadiennes changeraient d’apparence si elles le pouvaient. À 13 ans, ce pourcentage s’élève à 58 % et à 55 % chez les élèves de 15 ans. » (Tremblay, 1999). Au Québec, on peut constater que dès l’âge de huit ans, les filles et les garçons se préoccupent de leur poids. En effet, 35 % des filles et 27 % des garçons de neuf ans désirent être plus minces. Environ 50 % des adolescents(es) sautent un repas et le quart a déjà jeûné toute une journée, dans le but de maigrir ou de contrôler son poids (CAAO, 2002). De plus, même si leur poids est normal, le quart des adolescentes tentent de maigrir et 40 % d'entre elles essaient de le contrôler (CAAO, 2002). Au Québec, on estime que 65 000 jeunes souffrent de  troubles alimentaires (SCRASSC, 2002). Au Canada, 200 000 à 300 000 Canadiennes de 13-40 ans (0,5 à 1 %) souffriraient d’anorexie mentale et le double serait atteint de boulimie (Statistiques Canada, 1993). Il ne faut donc pas se surprendre de l’augmentation de l’incidence de la boulimie et de l’anorexie mentale et en particulier dans nos pays occidentaux (Bee, 1997) Selon une étude québécoise, la prévalence de l’anorexie légère chez les adolescentes serait de 5 % et celle de l’anorexie grave serait de 1 %. La prévalence de boulimie, quant à elle s’élèverait à 4,5 % (Brassard et Mongeau (2002).
Dans le cas de l’anorexie mentale, la personne, possédant une image d’elle-même complètement faussée, est envahie par une crainte excessive et irrationnelle de prendre du poids. Elle est à ce point déterminée qu’elle cessera de s’alimenter normalement, et ce même, au risque d’éprouver de graves problèmes de santé, voire de se laisser conduire vers la mort. La personne affectée de boulimie, quant à elle, perpétuera un cycle de suralimentation compulsive suivie d’une purge. Selon Attie et al. (1990), ce trouble est caractérisé par «  une préoccupation obsessionnelle du poids, des épisodes récurrents de gavage accompagnés par un sentiment subjectif de perte de maîtrise et le recours abusif au vomissement, à l’exercice physique et/ou aux purgatifs dans le but de contrer les effets de la goinfrerie ».
Ces résultats concordent avec l’idée que les valeurs sociales et/ou familiales qui sont véhiculées au sein du monde occidental, sont imprégnées de valorisation de l’apparence de l’individu pour adhérer à la réussite sociale et au succès global. Certains instruments permettent l'évaluation spécifique de cette problématique incluant Eating Disorder Symptomatology (EDI), Eating inventory, de Stunkard et Messick et Eating Attitude Test.

### Intervention auprès de l'élève
Comme les auteurs Shisslak et Crago (2001) le mentionnent, l’implantation de programmes de prévention compte parmi les facteurs de protection pour les troubles des conduites alimentaires et pour les problèmes liés à l’image corporelle. Ceux-ci favorisent de bonnes attitudes face à soi-même et inculquent de saines habitudes concernant les modes de vie sains.
Voici quelques programmes de prévention concernant l’image corporelle :
- « Tu es unique » : Produit par Santé Canada et les Services de santé d’Ottawa-Carleton. C’est un programme qui promeut une perception positive de l’image corporelle. L’estime de soi, la bonne alimentation, les modes de vie sains et la prévention du tabagisme sont au cœur des thèmes proposées. Le programme est destiné aux enseignants d’élèves du secondaire[10].
- « HIP » : Habiletés et indépendance personnelles : Produit par Santé Canada, Ottawa. « HIP » est un programme destiné aux jeunes filles de 10-15 ans; il s’agit d’un guide pour une formation de 2 jours pour les leaders de ce groupe d’âge, en vue de favoriser l’adoption de modes de vie plus sains[11].
- « L’obsession de la minceur » : C’est un guide pour animer une dizaine rencontre de groupe sur le thème de l’obsession de la minceur à l’intention des femmes adultes. Produit par Centre des femmes de Verdun[12]
- « L’approche VITALITÉ » : Publiée par Santé Canada[13]. Cette approche vise à promouvoir la saine alimentation, un poids santé et un style de vie active. Un guide d’activités est proposé.
- Programme « Bien dans sa tête, bien dans sa peau » (BTBP) : c’est un programme promotionnel qui présente un cadre de prévention universelle, destiné aux adolescents mettant à l’avant l’image corporelle saine. Ce qui implique la favorisation de bons comportements face à leur corps, leur poids et l’alimentation. Le style de vie actif et le renforcement de l’estime de soi chez les adolescents sont autant d’aspects importants explorés dans ce programme. Le respect des autres face aux différences quant au format corporel est aussi soulevé. En promouvant ces facteurs, les auteurs de ce programme veulent prévenir de la sorte les problèmes liés au poids. Ce programme s’implante dans les écoles secondaires. Bien dans sa tête, bien dans sa peau[14] a été produit par l’organisme, ÉquiLibre*, Groupe d’action sur le poids, qui est un organisme à but non lucratif fondé en 1986 qui regroupe des professionnels de la santé et des membres de la population. Sa mission est de favoriser la prévention et la diminution des problèmes reliés au poids et à l’image corporelle par l’élaboration d’actions de sensibilisation, et la conception de programmes et d’outils éducatifs à l’intention de la population et des professionnels de la santé.
- Jusqu’en septembre 2004, l’organisme était connu sous le nom de Collectif action alternative en obésité (CAAO).

À l’heure actuelle[Quand ?], ce programme est implanté dans plus de 10 établissements scolaires secondaires au Québec. Ce programme vise à impliquer le plus grand nombre d’adultes en milieu scolaire et dans la communauté pouvant s’approprier les valeurs intrinsèques qui sous-tendent le programme. En impliquant les enseignants, on veut qu’ils puissent intégrer des activités du programme, destinés aux jeunes, au sein de leur matière à enseigner. On veut mobiliser le plus de gens possible au sein de l’école et de la communauté, afin d’organiser et de participer aux activités véhiculant des valeurs de respect d’acceptation de soi et des autres dans des modèles de corps différents. Afin de bien impliquer les adultes, il y a une formation spécifique pour eux qui vise à faire acquérir des connaissances sur les façons appropriées et non appropriées de contrôler le poids. On veut aussi, faire prendre conscience des préjugés sociaux face à certaines physionomies ou certains formats corporels et ainsi, s’éveiller à l’impact des médias influençant nos perceptions et véhiculant des valeurs sociales valorisant le succès par des apparences extérieures.
Les critères de beauté pour la femme, véhiculés dans les médias et dans les publicités de revues de mode (achetées par les adolescentes), sont inaccessibles pour la grande majorité des adolescentes. Ces images idéalisées de la femme véhiculées dans les médias, affichent des apparences squelettiques, sans forme et surtout sans rondeur. Pour les jeunes garçons, les mannequins et même les personnages de dessin animé présentent des allures de « monsieur muscles ». Ces informations sont divulguées dans le but de faire prendre conscience du rôle de modèle que les adultes jouent auprès des jeunes. De plus ce programme vise à faire développer des habiletés de soutien pour les adolescents. Pour les jeunes, eux-mêmes, le programme vise la même chose que les adultes, à la différence qu’il se veut d’améliorer la perception de leur image corporelle et leur estime de soi. Les activités présentées, ont comme objectif de développer des habiletés pour résister aux pressions d’autrui et pour inculquer la tolérance et le respect face aux autres et principalement vis-à-vis les formats corporels variés.

## Évaluation en psychologie
L'évaluation psychologique est à la base du diagnostic. Ainsi, l’évaluation d’un enfant dans le milieu scolaire est l’une des grandes spécificités de la psychologie scolaire. Grâce à l’évaluation, les psychologues scolaires seront en mesure d’émettre des recommandations pouvant servir de base à des stratégies de suivi, d’intervention ou d’orientation vers d’autres professionnels de l’éducation ou de la santé. Ces recommandations pourront être présentées aussi bien à l’enseignant qu’aux parents et se retrouver par la suite dans le plan d’intervention individualisé obligatoire, selon certaines législations nationales, par exemple, si l’élève est identifié en « difficulté scolaire ». D'un point de vue statistique, les données du Canada, de même que celles des États-Unis, démontrent que les élèves en difficulté d'apprentissage constituent la principale clientèle parmi les élèves handicapés ou en difficulté d’adaptation ou d’apprentissage. Les psychologues scolaires québécois allouent plus de la moitié de leur temps à l’évaluation. Lorsqu’il s’agit de l’évaluation d’élèves en difficulté d’apprentissage au primaire, ils consacrent environ les trois quarts de leur temps à celle-ci, soit 72 %. Les psychologues disposent de plusieurs instruments d’évaluation à leur disposition.

### Entrevue
Le premier but d’une l’entrevue est d’obtenir une information appropriée, fiable et valide au sujet de la problématique de la personne interviewée. Dans tous les cas, le psychologue devra avoir en tête le motif de référence qui sert de fil conducteur à son travail d’entrevue. Dans le cadre d’une entrevue, le psychologue scolaire pourra être amené à rencontrer l’enfant, ses parents, son enseignant mais également d’autres membres de la communauté scolaire afin préciser les raisons de la référence en psychologie scolaire et pour faire un bilan des forces et des faiblesses de l’élève.
Le psychologue scolaire cherchera, dans une entrevue avec un élève, à obtenir des informations directes sur les perceptions et les sentiments de l’enfant devant le problème qu’il rencontre. L’entrevue est conduite en fonction de l’âge de l’enfant, son niveau de compréhension et d’expression. Selon l’âge de l’enfant, le psychologue scolaire pourra évoquer ses intérêts, ses amis, ses perceptions de l’école et de son rôle, ses difficultés rencontrées dans les différentes matières scolaires, ses forces et ses faiblesses, les facteurs le motivants ou décourageants. On obtiendra dans ce cadre, des informations plus intimes sur le plan des relations familiales et affectives de l’enfant. Ce type d’entrevue vient donner un autre point de vue, une autre vision des difficultés ressenties par l’enfant ainsi que la possibilité de faire des liens entre un problème apparu en classe et des événements survenus à la maison (ex : problème de comportement à la suite de la séparation des parents). Elle permet également d’obtenir des informations sur les antécédents médicaux, développement aux et scolaires de l’enfant. Lors de son entrevue avec les parents, le psychologue scolaire devra faire preuve de tact et d’empathie. Il devra être vigilant à adapter son discours aux caractéristiques propres aux parents telles que leur religion, leur ethnicité ou encore la vision qu’eux-mêmes ont de l’école et des attentes qu’ils ont de leur enfant. Le psychologue scolaire profitera de cette entrevue pour informer les parents sur les préoccupations de l’école, sur le processus d’évaluation de leur enfant ainsi que la communication du bilan de son évaluation.
Les informations recueillies dans le cadre de l’entrevue avec l’enseignant donnent des indications sur les perceptions de ce dernier face au problème rencontré par l’enfant. L’entrevue peut, dans certains cas, permettre au psychologue d’aider l’enseignant à se décentrer, à aborder le problème sous un autre angle et par conséquent à ajuster certaines de ses perceptions. Les informations recueillies pourront, dans ce cadre, aider le psychologue à connaître les antécédents et conséquences qui surviennent dans le cas d’un problème de comportement et les interventions déjà mises en place par le passé par l’enseignant. Le comportement de l’enfant pourra être replacé dans le contexte de la classe, avec les autres enfants et les adultes de l’école.

### Différents types d’entrevues
Au cours de l’entrevue, le psychologue scolaire couvrira différents champs d’exploration. Une multitude d’informations telles que la personnalité, le tempérament, la motricité, les relations avec les pairs, le cheminement scolaire pourra être envisagées. On gardera à l’esprit le fait que l’investigation doit permettre de faire des liens avec d’autres matériels d’évaluation et de donner des clés et des pistes d’interventions. On utilise une entrevue structurée pour aller chercher des informations spécifiques en relation avec des questions précises. Les questions posées attendent une réponse de type oui-non. Par exemple, pour écarter l’hypothèse d’un trouble envahissant du développement, on cherchera à savoir si l’enfant présente ou non de l’auto-stimulation ou des comportements stéréotypés. Ce type d’entrevue peut être réalisée à l’aide de questionnaires auprès des parents ou des enseignants.
Les entrevues semi structurées suivent des directives générales mais flexibles en fonction du but de l’évaluation. On pourra, par exemple, poser des questions nous servant à obtenir des informations sur une dimension particulière de la personnalité de l’enfant tout en lui laissant un champ assez large pour qu’il puisse élaborer. L’entrevue ouverte peut être utilisée pour identifier un problème de façon générale en posant a l’interviewé une question aussi large que « qu’est-ce qui vous amène à me consulter? » ou « que puis-je faire pour vous? ». L’élève? aura donc la liberté de raconter son problème sans être « guidée » par les questions du psychologue.
D’après l’Ordre des psychologues du Québec (2000) « l’utilisation de tests psychologiques pour l’évaluation d’un client constitue un moyen largement utilisé en vue d’établir une impression diagnostique détaillée ou pour formuler une recommandation ».
Le psychologue scolaire va donc y avoir recours dans le but de cerner différents aspects du fonctionnement et du potentiel de l’enfant que ce soit aux plans intellectuel, affectif, ou encore adaptatif.

### Évaluations
Les évaluations permettant de déterminer le quotient intellectuel constituent bien souvent l’un des tests d’entrée lors d’une évaluation en psychologie scolaire. Les échelles de Weschler restent généralement l’instrument privilégié pour obtenir des informations sur les performances verbales et cognitives de l’élève. En effet, 90 % des psychologues scolaires en Amérique du Nord préfèrent le test de Weschler à tous les autres K-ABC, Stanford-Binet, McCarthy, etc. Parmi les informations obtenues servant à évaluer le quotient intellectuel, on pourra obtenir des informations sur le potentiel d’apprentissage, de la mémoire, de la structuration spatiale, du langage et des apprentissages de base.
Le psychologue scolaire utilisera des tests lui permettant de dépister les enfants ayant des difficultés à intégrer et à coordonner leurs perceptions visuelles et motrices avec des tests tels que le VMI; developmental test of visual-motor intégration. Il peut ainsi chercher à obtenir des informations concernant les habiletés de constructions visuo-spatiales de l’enfant et sa mémoire visuelle (ex : Figure complexe de André Rey (psychologue)).
Différentes batteries de tests permettent d’évaluer la santé mentale de l’enfant. Le Dominique, par exemple, dont l’objectif est de dépister et d’évaluer les problèmes de santé mentale est construit selon les critères du DSM III-R. Sa passation donne des informations sur l’éventuelle présence de phobie simple, angoisse de séparation, hyperanxiété, dépression majeure, hyperactivité et déficit de l’attention, trouble oppositionnel, troubles des conduites. L’évaluation socio-affective permet au psychologue scolaire d’obtenir des informations sur les aspects d’adaptation et de maturité de l’enfant, de son bien-être à l’école, de ses relations avec ses pairs. Des aspects particuliers du profil émotionnel et affectif peuvent être abordés par des tests tels que l’Inventaire d’estime de soi de Piers Harris. Certains tests permettent d’obtenir une idée sur les compétences sociales et adaptatives de l’enfant. (Vineland, Échelle Québécoise des Comportements Adaptatifs). Un autre type d’évaluation des relations entre les élèves peut être fait par l’utilisation de sociogramme..
S’il le juge pertinent, le psychologue pourra poursuivre ses investigations sur les troubles des conduites et du comportement (Échelle des dimensions du Comportement EDC, Échelles d’Achenbach CBLC).
De nombreuses batteries de tests peuvent être utilisés dans le cadre de problématiques particulières telles que le dépistage de l’autisme (Autism Diagnostic Observation Schedule ADOS), les désordres alimentaires, la dépression, (Children Depression Inventory (CDI), échelles de Beck pour les enfants et adolescents).

### Évaluation informelle
Une attention particulière peut être également accordée aux productions scolaires de l’enfant. Par exemple, le psychologue scolaire pourra demander à l’enseignant les productions artistiques ou les évaluations scolaires d’un enfant au primaire pour contrôler ses apprentissages des aspects formels de ses apprentissages en français ou en mathématiques. Il pourra ainsi avoir une idée des stratégies que l’enfant utilise. En entrevue, il peut également collecter lui-même ces informations en demandant à l’enfant de lui faire un dessin, de répéter des mots, ou encore de passer un bref test de lecture.
Le portfolio scolaire est un outil pouvant être utilisé par le psychologue œuvrant dans les écoles lors du processus d’évaluation informelle des élèves. Le portfolio regroupe un ensemble de productions recueillies et organisées de façon systématique par les élèves et par les enseignants. Les productions sont sélectionnées afin de montrer les connaissances et le savoir-faire de l’enfant dans une ou plusieurs disciplines. Le but du portfolio est donc de faciliter le processus d’apprentissage de l’élève en lui permettant de développer une réflexion sur ses apprentissages et de voir sa progression durant une période définie. L’utilisation du portfolio permet à l’élève de participer activement à l’autoévaluation de ses compétences. Le Ministère de l’Éducation, des Loisirs et du Sport (MELS) recense plusieurs types de portfolio pouvant être sur support numérique ou en format papier :
1. Le portfolio de type dossier d’apprentissage vise à suivre la progression de l’élève durant une période définie. Ce dossier principalement bâti par l’élève rassemble ses productions, des observations des enseignants et des professionnels du milieu scolaire ainsi que des autoévaluations.
2. Le portfolio de type dossier de présentation regroupe uniquement les meilleures productions de l’élève.
3. Le portfolio de type dossier d’évaluation sert à illustrer le niveau de développement des compétences de l’élève. L’élaboration de ce portfolio est principalement dirigée par l’enseignant.

Le portfolio peut être utilisé par le psychologue scolaire comme outil facilitant la communication avec l’élève. Le psychologue peut recueillir sa perception sur ses productions et cerner ses forces, ses motivations et ses intérêts. De plus, le portfolio permet de souligner les forces et les difficultés de l'élève, donne des renseignements sur ses méthodes de travail et sur ses stratégies d’apprentissage. Les informations recueillies à l’aide du portfolio peuvent donner des pistes d’interventions pouvant mener à l’élaboration du plan d’intervention individualisé.

### Observations directes
Les observations directes permettent au psychologue scolaire de déterminer par lui-même quels sont les événements déclencheurs et renforçants des difficultés ou succès de l’enfant. Il peut aussi bien se rendre en classe ou dans la cour de récréation pour observer les interactions spontanées entre l’enfant et ses pairs.

### Analyse fonctionnelle du comportement
L’analyse fonctionnelle est une des trois étapes de l’analyse appliquée du comportement. Les trois étapes sont une analyse descriptive, une analyse fonctionnelle et l’application de la stratégie d’intervention. L’analyse fonctionnelle du comportement découle des travaux de Skinner sur le conditionnement opérant (Forget, 2006; Clément, 2006, Malcuit, Pomerleau et Maurice 1995). Elle désigne un ensemble de procédures d’observation et d’évaluation du comportement par l’identification des variables environnementales et contextuelles qui varient de façon proportionnelle à un ou des comportements cibles (Forget, 2006). Elle est nommée « fonctionnelle » parce que le comportement est défini en fonction des stimuli déclencheurs et obtenus (Forget, 2006). Elle a pour objectif de préciser ce qui précède le comportement (antécédents ou les stimuli discriminatifs SD) et ce qui le suit (conséquences ou SR) (Clément, 2006). Elle est donc réalisée à l’aide d’observations systématiques du comportement chez un individu. Pour ce faire, il est impératif d’identifier le comportement cible et de le définir le plus objectivement possible (Clément, 2006). L'observation systématique permet d’obtenir des informations détaillées sur les évènements survenant avant, pendant et après le comportement de la personne. L’analyse fonctionnelle implique la mise en relation du comportement sous observation, des règles qui le précèdent (stimuli discriminatifs) et des stimuli qui en sont la conséquence (Forget, 2006). Cette analyse doit mener à explication de la manifestation et le maintien du comportement. Par exemple, l’analyse fonctionnelle pourrait être utilisée afin de comparer le taux d’attention à la tâche d’un élève et le taux d’approbation sociale de la part d’un enseignant. Dans le cas où le taux d’attention de l’élève serait corrélé au taux d’approbation sociale de l’enseignant (l’attention varie en fonction de l’approbation), l’intervention à privilégier pour amener l’élève à augmenter son taux d’attention serait de sensibiliser l’enseignant à l’importance d’augmenter le taux d’approbation sociale envers cet enfant.

## Plan d'intervention
À la suite de l'évaluation, il n'est pas rare que le psychologue scolaire soit appelé à participer à l'élaboration du plan d’intervention de l’élève.

### Historique
Au Québec, plusieurs événements ont influencé l’implantation du plan d’intervention dans les écoles. Le rapport Parent ouvre la voie en 1962 à l’éducation spécialisée en affirmant vouloir permettre à tous les enfants, y compris ceux qui présentent des handicaps ou des difficultés diverses, de recevoir la meilleure éducation possible. Ce fut alors l'émergence des classes et écoles spéciales. Le rapport COPEX, en 1976, provoque un second changement en suggérant non seulement de scolariser tous les enfants québécois, mais de le faire dans le cadre le plus normal possible, ouvrant ainsi la voie à l’inclusion en classe régulière des enfants handicapés ou en difficulté. En 1988, la Loi sur l'instruction publique rend obligatoire le plan d’intervention personnalisé pour les élèves en difficulté. Puis, en 1999, la Politique de l’adaptation scolaire se donne la mission de permettre aux élèves handicapés ou en difficulté d’adaptation ou d’apprentissage de réussir non seulement sur le plan de l’instruction, mais également de la socialisation et de la qualification. Ceci entraîne un nouveau cadre de référence quant à l’utilisation et au contenu des plans d’intervention.

### Élaboration
Le plan d’intervention a d’abord pour fonction de réunir les éléments nécessaires afin de comprendre la situation de l’enfant en difficulté. Ces informations permettent ensuite la planification des services. Le plan aide également les différents intervenants qui gravitent autour de l’enfant à coordonner leurs actions afin que tous agissent dans la même direction. Il s’agit aussi d’un instrument de communication privilégié puisqu’il contient l’essentiel des besoins et des forces de l’élève, ainsi que les interventions à mettre à place. Il s’agit de plus d’un bon moyen de suivi et de régulation des services implantés auprès de l’enfant, puisque le plan doit être révisé périodiquement.
Généralement, le processus d’élaboration du plan d’intervention se met en branle pour trois raisons : soit l’élève ne répond pas aux méthodes d’intervention usuelles et nécessite la mobilisation du personnel afin de trouver de nouvelles solutions ; soit parce que la situation de l’élève requiert des ressources spécialisées ; soit parce que le cas de l’enfant oblige une prise de décision à propos du cheminement ou du classement de l’enfant. Ceci touche les élèves ayant reçu un diagnostic (ex. trouble grave du comportement, déficience intellectuelle, trouble du langage, etc.), mais aussi ceux qui sont considérés à risque. Le document doit d’abord contenir le nom de l’enfant et des personnes ayant participé au plan d’intervention. Ensuite, on devrait retrouver le motif de référence, les résultats des diverses évaluations ainsi qu’une description des besoins, des forces et des difficultés de l’enfant. Vient ensuite la planification, composée des éléments suivants : les buts à long terme ; les objectifs poursuivis à court terme ; les critères d’atteinte des objectifs ; les moyens utilisés pour atteindre les objectifs ainsi que les ressources nécessaires ; les personnes responsables de la mise en place du plan d’intervention; le calendrier des échéances ; et finalement, les résultats obtenus, s’il s’agit de la révision du plan. Chaque commission scolaire possède par ailleurs son propre modèle de plan d’intervention.
Le processus commence par le constat des difficultés de l’enfant, habituellement par l’enseignant. Ce dernier, après avoir observé l’élève et tenté quelques interventions en classe, réfère à la direction s’il soupçonne que l’enfant puisse avoir besoin d’une aide plus spécialisée. L’équipe-école doit alors produire un bilan fonctionnel des forces et des difficultés de l’enfant à partir des résultats de diverses évaluations (pédagogiques, orthopédagogiques, des habiletés sociales, psychosociale, intellectuelle et langagière). Le psychologue est très souvent impliqué dans l’une ou l’autre de ces évaluations. Une fois les informations collectées, on peut passer à la planification et à la rédaction du plan d’intervention en tant que tel. Le plan devra par la suite être révisé régulièrement afin de faire un bilan des progrès de l’enfant et de l’efficacité des interventions appliquées. Le directeur de l’école doit toujours participer au plan d’intervention, de même que l’enseignant de l’enfant. Tous les autres professionnels concernés sont également convoqués; le psychologue s’y retrouve donc très fréquemment, en fonction des problématiques présentées par l’enfant. Les parents doivent également être invités à s’impliquer. L’élève devrait également normalement être présent, à moins qu’il ne soit incapable de participer.

### Différences entre sexes
La plus grande réussite scolaire des filles par rapport aux garçons ne représentent pas un phénomène récent ni isolé. En effet, cette forte tendance se retrouve dans plusieurs pays dont au Danemark, en Grèce et au Japon et semble se maintenir avec le temps, voire augmenter. Les difficultés vécues par les garçons dans les écoles ne reflètent pas seulement un problème d’écart momentané de performance mais évoquent aussi un générateur d’inadaptation sociale. Plusieurs études considèrent la réussite scolaire comme un déterminant significatif de l’insertion sociale ultérieure. De plus, l’échec scolaire est fortement associé avec des problèmes d’inadaptation sociale et des comportements déviants. Le désengagement et l’échec scolaires d’un grand nombre de garçons témoignent d’un problème complexe qui comprend des enjeux sociaux importants et qui, par conséquent, nécessite de porter une attention particulière. Des mesures s’imposent afin de favoriser le changement et solliciter l’implication de plusieurs acteurs pour une mobilisation collective.

### Désengagement scolaire des garçons

#### Mesures liées à la Réforme en éducation
Lorsqu’on examine un problème, il est essentiel de se pencher sur les facteurs environnementaux. Dans ce cas-ci, le contexte scolaire doit être considéré afin d’apporter des changements efficaces et constructifs aux problèmes vécus par les garçons. La réforme de l’éducation, mise en place actuellement dans les écoles du Québec, semble offrir plusieurs solutions. Pour tenter de résoudre ces difficultés, la réforme propose de les considérer différemment en transformant la culture même de l’école. En effet, l’école nécessite de revoir leurs façons de faire en se questionnant particulièrement sur les représentations, les pratiques et les rôles des acteurs scolaires. La réforme de l’éducation implique principalement un changement dans la manière de concevoir l’apprentissage. Cette conception doit s’inspirer des approches cognitivistes et socioconstructives. Dans cette perspective, l’élève est actif dans la construction de ses apprentissages. Pour ce faire, il est essentiel de différencier la pédagogie pour chaque élève où les situations d’apprentissage sont nombreuses, complètes et pleines de sens. La différenciation pédagogique conçoit l’école comme un milieu éducatif dans lequel tous les enfants sont concernés et intéressés par leurs apprentissages. Les gars et les filles diffèrent dans leur façon d’apprivoiser les connaissances. Plusieurs études estiment généralement que les garçons, moins verbaux, ont besoin de bouger, alors que les filles répondent bien aux attentes de l’école concernant la discipline, la civilité et l’empathie. Ainsi, le vrai défi de l’école se situe dans la nécessité d’adapter la pédagogie pour motiver les élèves autant les garçons que les filles. Il faut tenir compte des caractéristiques des garçons en leur offrant, par exemple, des situations d’apprentissage qui leur permettent de bouger et d’exécuter des activités plus physiques et plus proches de leur réalité. C’est donc par l’action que l’on va amener les garçons à réussir.

#### Équipe-école et mesures administratives
Cette formule gagnante (la différenciation pédagogique) ne fonctionne que dans la mesure où les enseignants travaillent en équipe. En effet, cette nouvelle façon de concevoir la pédagogie et l’apprentissage génère sans aucun doute une complexification dans la tâche d’enseigner. Le travail d’équipe permet de mettre en commun les compétences de chacun pour trouver des solutions plus pertinentes et plus variées à l’égard des problèmes à l’école. Ainsi, l’école a besoin de modifier ou d’adapter sa conception de l’apprentissage et les pratiques pédagogiques qui en découlent. Travailler en équipe et différencier la pédagogie représentent des moyens efficaces pour engendrer un apprentissage viable et durable tant chez les garçons que chez les filles. Des mesures d’ordre administratif peuvent également faire partie des solutions à envisager. Plusieurs personnes du milieu scolaire s’entendent pour dire qu’une réorganisation scolaire améliorait la situation actuelle. Diminuer le nombre d’élèves par classe, accentuer sur la qualité et non la quantité, favoriser les groupes multi-âges de cycle et planifier un encadrement adapté aux besoins des élèves.

#### Participation des parents
Pour contrer l’échec scolaire et le désengagement, il est important d’établir des partenariats entre tous les acteurs qui travaillent dans une école mais aussi entre l’école et la famille. Plusieurs actions ont été entreprises afin d’amener les parents dans la classe et de les faire participer au suivi des élèves. Le portfolio représente une bonne façon d’impliquer les parents dans le vécu scolaire du jeune. Des programmes de littératie, s’adressant principalement aux parents, ont comme principal objectif de prévenir l’échec scolaire. Les recherches ont montré que la stimulation des parents à l’égard de la littératie influence l’acquisition d’habiletés en lecture chez les enfants. Plus concrètement, ces programmes tentent d’accroître les interactions parent-enfant en encourageant la lecture et les échanges quotidiens autour d’un livre. Le soutien parental, en début de scolarisation, joue un rôle important dans la prévention de l’échec scolaire chez les garçons. En effet, les premières années du primaire représentent une étape cruciale puisque les études révèlent un lien significatif entre le succès précoce en lecture et la réussite scolaire ultérieure. Ces constatations indiquent l’importance d’émettre beaucoup d’efforts dans les programmes qui sollicitent la participation des parents en début de scolarisation.

#### Principaux axes de développement
Un fort sentiment d’appartenance constitue un des axes permettant la réussite des apprentissages du jeune. L’accent doit être mis sur la vie collective. Les activités offertes par l’école doivent être stimulantes, enrichissantes, variées, flexibles et dynamiques pour correspondre aux intérêts du jeune garçon. Dans cette perspective, l’école représente un lieu où l’apprentissage et plaisir riment ensemble. Le deuxième grand axe envisage la qualité de la communication en classe et dans l’école. Des mesures telles que les règles de conduite, le code de vie et un conseil de coopération doivent être mises en place pour favoriser un lieu d’apprentissage basé sur le respect d’autrui. Pour ce qui est du troisième axe, les démarches d’apprentissage intéressent les garçons dans la mesure où elles sont adaptées et différenciées. Un mode de fonctionnement par projets permet aux garçons d’être plus actifs dans leur processus d’apprentissage.
Des situations d’apprentissage s’inspirant de la réalité du jeune contribuent fortement à rendre les apprentissages plus signifiants pour ce dernier. Présenter des projets plus adaptés à la vie du jeune constitue le dernier axe de développement à explorer afin d’augmenter la crédibilité de l’école à ses yeux.

## Facteurs influençant l'enseignement
Plusieurs facteurs influencent la qualité de l'enseignement offert aux élèves. Premièrement, l'expérience de l'enseignant est une variable importante à considérer. En effet, plus l'enseignant possède d'expérience, plus il a eu le temps de développer des stratégies d'enseignement efficaces. Il a travaillé avec plusieurs groupes d'élèves et il a eu la chance de tester ses méthodes d'enseignement avec différents enfants et d'observer l'efficacité des méthodes. En second lieu, la formation reçue par l'enseignant influence également la qualité de son enseignement. Ici, il n'est pas uniquement question de la formation de base, mais aussi de la formation continue obtenue par l'enseignant. Durant diverses formations, plusieurs techniques peuvent être apprises pour améliorer l'enseignement. De plus, l'enseignant peut constater, à travers des discussions ou la transmission de nouvelles informations, si les méthodes qu'il utilise sont efficaces ou non.
Puis, le ratio élèves-enseignant a aussi un effet sur l'enseignement. Par exemple, un petit ratio permet à l'enseignant de passer davantage de temps avec chaque élève et d'offrir à chaque enfant un enseignement plus individualisé, ce qui augmente la qualité. Si, au contraire, le ratio est très élevé, l'enseignant n'aura pas nécessairement le temps d'allouer de l'attention équivalente à chaque élève et il sera obligé de se concentrer sur les cas plus problématiques en négligeant en quelque sorte les autres enfants. Ensuite, la capacité d'adaptation de l'enseignant est une autre variable qui affecte la qualité de l'enseignement. Un enseignant qui a la capacité de s'adapter à différentes situations ou à différents types d'élèves offre une qualité supérieure d'enseignement. En effet, chaque élève apprend de façon différente et chaque enfant est rendu à un niveau personnel de développement. Donc, l'enseignant doit être capable de s'adapter aux besoins individuels des élèves. Puis, s'il possède cette capacité, la qualité de son enseignement sera influencée positivement.
Finalement, le climat de la classe est un autre facteur qui a un impact sur la qualité de l'enseignement. Dans une classe où un climat de confiance et de respect règne entre les élèves et l'enseignant et entre les élèves eux-mêmes, les apprentissages se feront de façon plus efficace. Dans cette situation, les élèves écoutent ce qui est dit par l'enseignant et ils participent aux cours sans avoir d'inquiétudes d'être ridiculisés par leurs pairs. Ceci a pour effet d'augmenter la qualité de l'enseignement offert. Au contraire, si l'enseignant ressent une peur face à ses élèves et qu'il travaille dans un climat violent et hostile, il risque d'être stressé et de ne pas offrir un enseignement aussi convenable qu'il en est capable. En somme, plusieurs facteurs ont un effet sur l'enseignement présent dans une classe. L'expérience, la formation ainsi que la capacité d'adaptation de l'enseignant, le ratio élèves-enseignant et le climat de la classe sont quelques éléments qui contribuent à la qualité de l'enseignement offert par les enseignants. Cette réalité est importante à considérer lorsqu'on désire intervenir pour augmenter la qualité de l'enseignement dans certaines écoles. Il faut être conscient de toutes ces variables présentes et tenter de les modifier afin d'obtenir les résultats désirés.